# George Frederic Habach
George Frederic Habach (Nova Iorque, 2 de agosto de 1907 - 6 de fevereiro de 1989) foi um engenheiro mecânico e inventor estadunidense, que foi vice-presidente da Worthington Corporation. Foi presidente da Sociedade dos Engenheiros Mecânicos dos Estados Unidos em 1968-1969.
Habach graduou-se em 1929 no Stevens Institute of Technology, fazendo sua carreira na Worthington Corporation. Em 1940 foi contratado como projetista. Em 1951 foi engenheiro chefe da Centrifugal Engineering Division.
Em 1968-1969 foi presidente da Sociedade dos Engenheiros Mecânicos dos Estados Unidos.

## Publicações selecionadas
- Habach, George Frederic. Electric Arc Welding. 1929. PhD Thesis.

Patentes selecionadas
- Habach, George F. "Pump impeller and method of assembling." U.S. Patent No 2, 149,435, 1939.